# Боро, Исаак Адака
Исаак Адака Боро (1938—1968) — герой гражданской войны в Нигерии. Выходец из населённого пункта Кайяма, после окончания университета в Нсукке работал полицейским. После выхода в отставку возглавил Нигерийский студенческий союз, а также стал лидером движения Добровольческие отряды дельты Нигера.

## Восстание Добровольческих отрядов дельты Нигера
23 февраля 1966 г. он возглавил первое вооружённое выступление в Нигерии после её обретения независимости. Оно охватывало районы современного штата Байельса и Дельта. Участники выступили против присвоения нефтяных доходов правительству Иронси, игбо по этнической принадлежности.
И. Боро объявил об одностороннем отделении иджоленда и создании Народной республики дельты Нигера. Восставшие, в течение на двух недель удерживали под своим контролем полицейский участок и некоторые правительственные объекты в городе Йенагоа.
После того как Федеральное правительство разгромило восставших, И. Боро и остальные активные участники были приговорены к смертной казни, но затем были амнистированы правительством Якубу Говона, пришедшим к власти, в результате военного переворота 1966 г.
После начала войны за отделение Биафры, И. Боро, как и многие другие представители этнических меньшинств в дельте Нигера принял участие в войне на стороне федеральных сил и был убит в ходе военной компании в 1968 г.